# リトルダンサー (路面電車)
リトルダンサーは、アルナ工機および同社から事業を継承したアルナ車両・東芝・住友金属工業（現・日本製鉄）・東洋電機製造・ナブコ（現・ナブテスコ）で共同開発された、超低床型路面電車シリーズの愛称である。

## 概要
1999年よりアルナ工機において超低床路面電車の開発プロジェクトが開始され、2001年より量産が開始された。この「リトルダンサー」という呼称には、「躍動的で可愛らしい小さな踊り子『Little Dancer』のイメージ」と共に、「床の『段差が小さい』路面電車」という意味合いが含まれている。

## 共通仕様
シーメンス社製のコンビーノシリーズや近畿車輛製のJTRAM等の超低床車両に使われている車軸のない独立車輪式台車ではなく、従来型の軸付き車輪の台車を用いることによって安定した走行性能を確保すると共に、いわゆる交通バリアフリー法や軌道法に準拠した設計としている。車両に使用されている部品はすべて日本製である。複雑な駆動方式を用いていないため、在来の路面電車車両に近い保守が可能である。

## バリエーション
2022年現在、リトルダンサーシリーズには、運用する各事業者の用途と仕様に応じて合計9つのタイプがある。

### タイプS
従来のボギー車両の構造をとる単車体形の車両で、台車を車端に寄せることで客室部の低床化を図ったタイプ。Sは"Short"を意味する。このタイプであれば、在来車の機器を用いて車体更新車として製造することも可能である。低床部分の客室床面高さはレール面上350 mmである。ただし、台車の部分で段差が発生することがどうしても避けられないことと、同程度の車体長を持つ他の低床車と比べ、乗車定員が少ないという弱点がある。2002年3月より伊予鉄道モハ2100形電車として営業を開始した。また、2007年11月から2008年3月までの間は札幌市電にて、2009年11月にはJR四国の本線上にてそれぞれ試験走行を行った鉄道総合技術研究所（鉄道総研・JR総研）の架線/電池ハイブリッド電車LH02形「Hi-Tram（ハイ！トラム）」が、このタイプの車体を用いている。
2017年9月には2100形の改良形であるモハ5000形電車が伊予鉄道に導入され、2100形よりも定員が増えた他、通路幅も拡げられた。また、2018年9月には札幌市電においても1100形が導入された。。同局では、2013年5月に運用を開始した「タイプUa」のA1200形に次ぐ、二例目のリトルダンサーとなる。

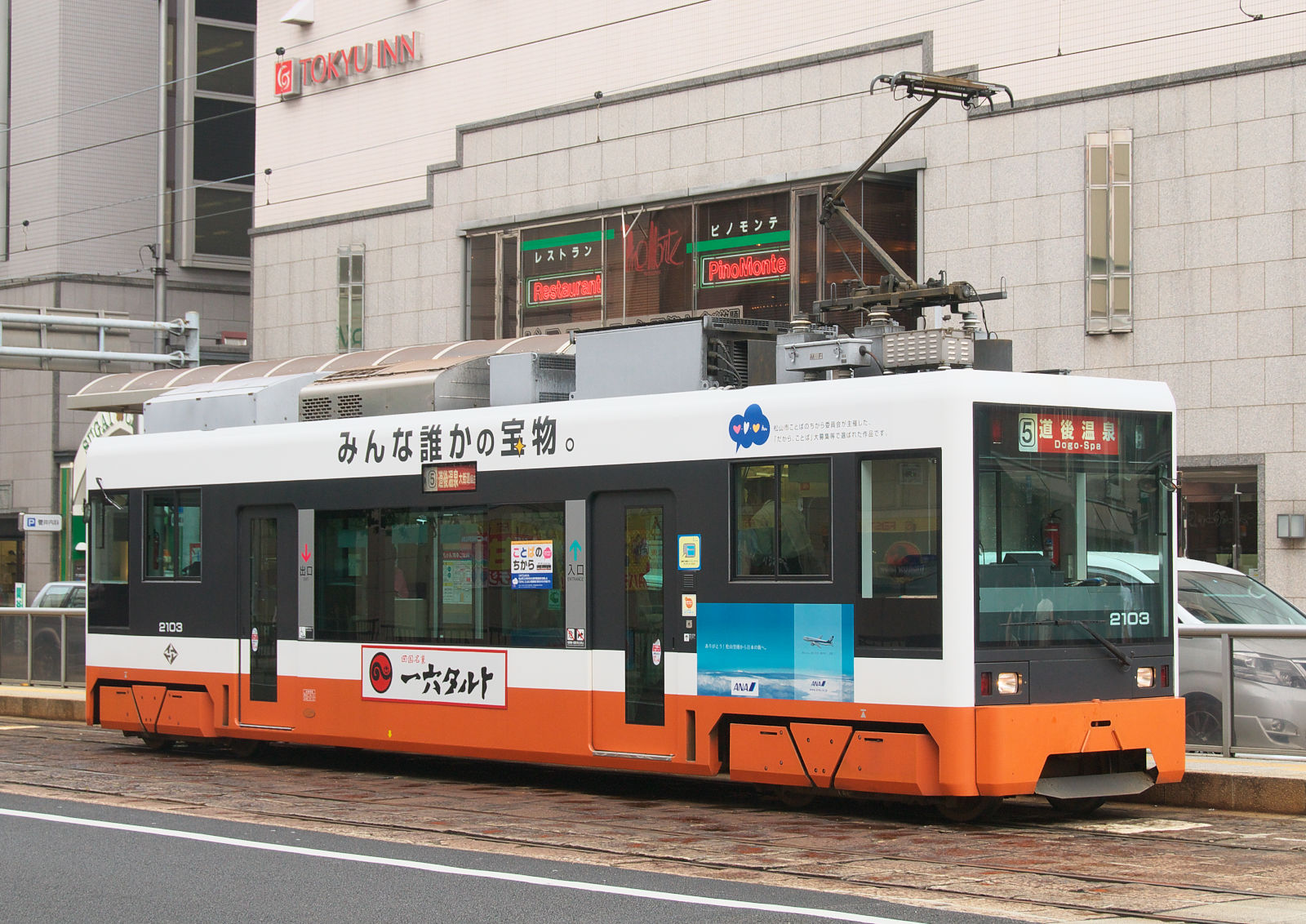
伊予鉄道モハ2100形
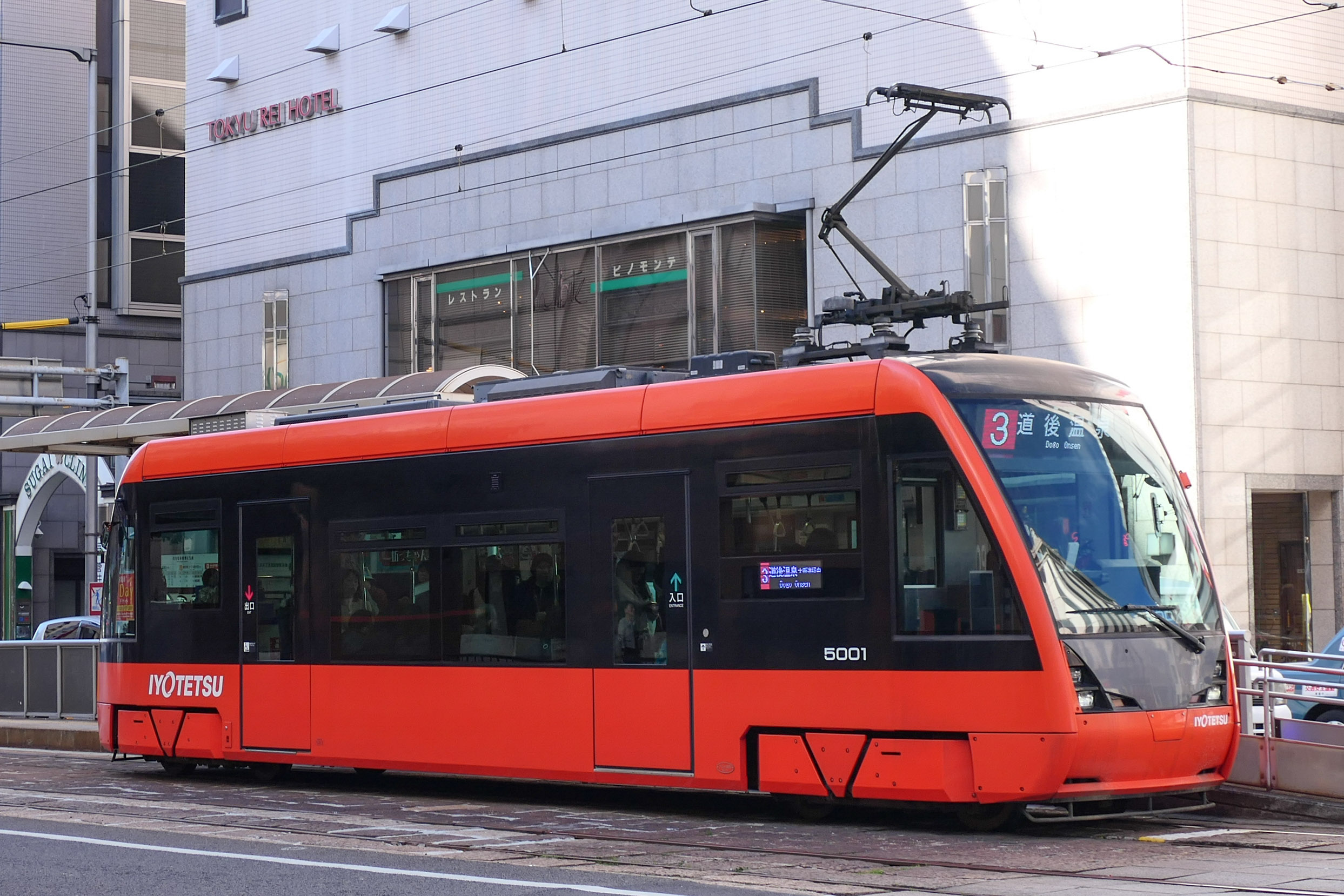
伊予鉄道モハ5000形
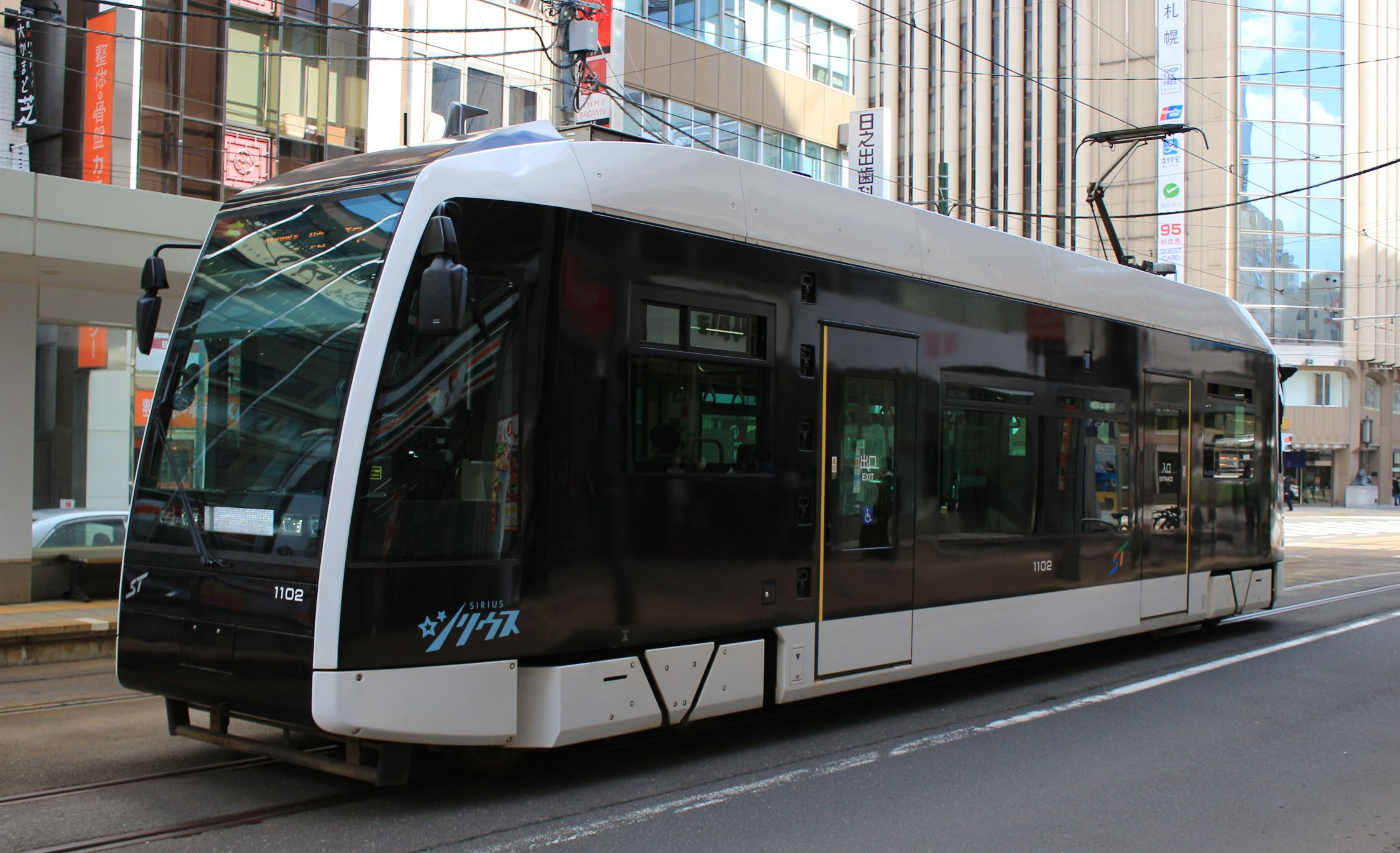
札幌市交通局1100形 シリウス
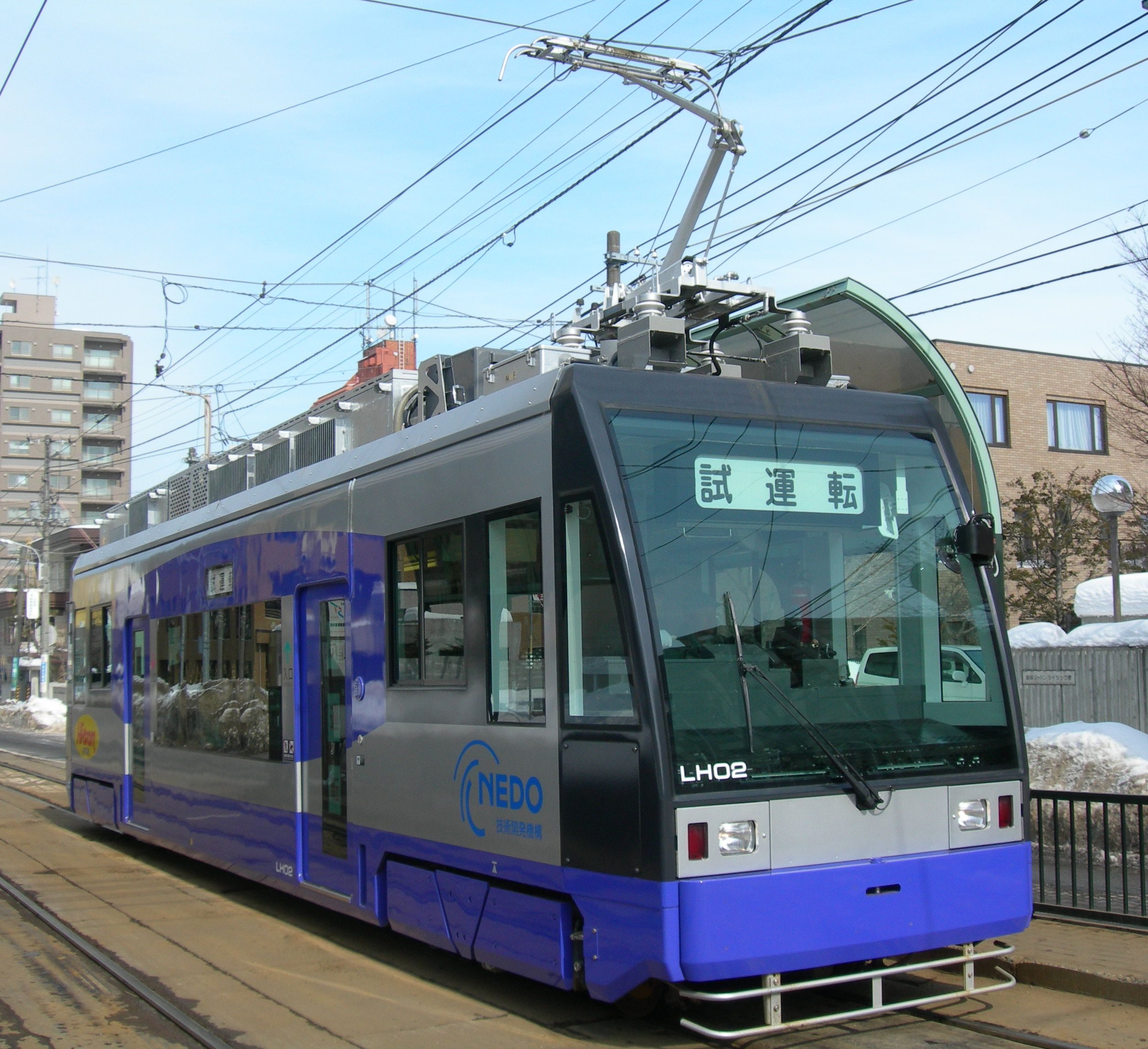
鉄道総研LH02形電車 Hi-tram（ハイ！トラム）

### タイプL
土佐電気鉄道（現・とさでん交通）と福井鉄道、熊本市交通局が導入したタイプ。Lは"Long"を意味し、2020年代にマイナーチェンジしたのちは「タイプnew-L」とも呼ばれる。その名の通り、とさでん交通100形電車は車体長が17m、福井鉄道F2000形 FUKURAM Liner以降の「new-L」は全長21.4mと比較的長い。タイプSの中央部に台車つきの中間車両を配したような形の3車体3台車型の連接車である。
土佐電気鉄道では、100形として2002年4月よりとして営業運転を開始した。客室床面高さは両端車体で350mm、中間車で480mmである。定員は71名である。

福井鉄道ではF2000形が2023年2月中旬に北府駅に搬入されており、2023年3月27日より運転開始している。
また、2024年9月ごろに2400形が熊本市交通局の上熊本車両工場に搬入され、11月24日に運行開始した。

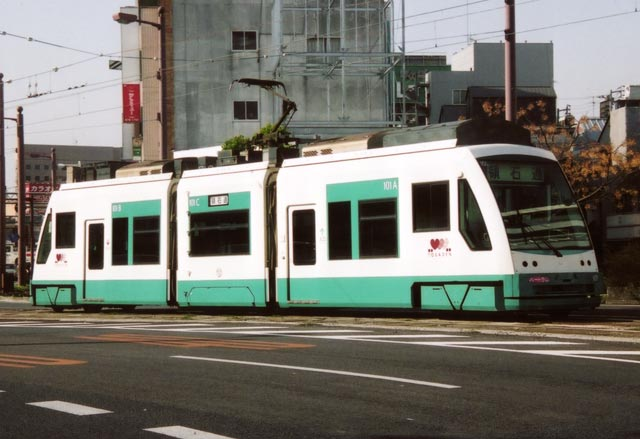
とさでん交通100形 ハートラム
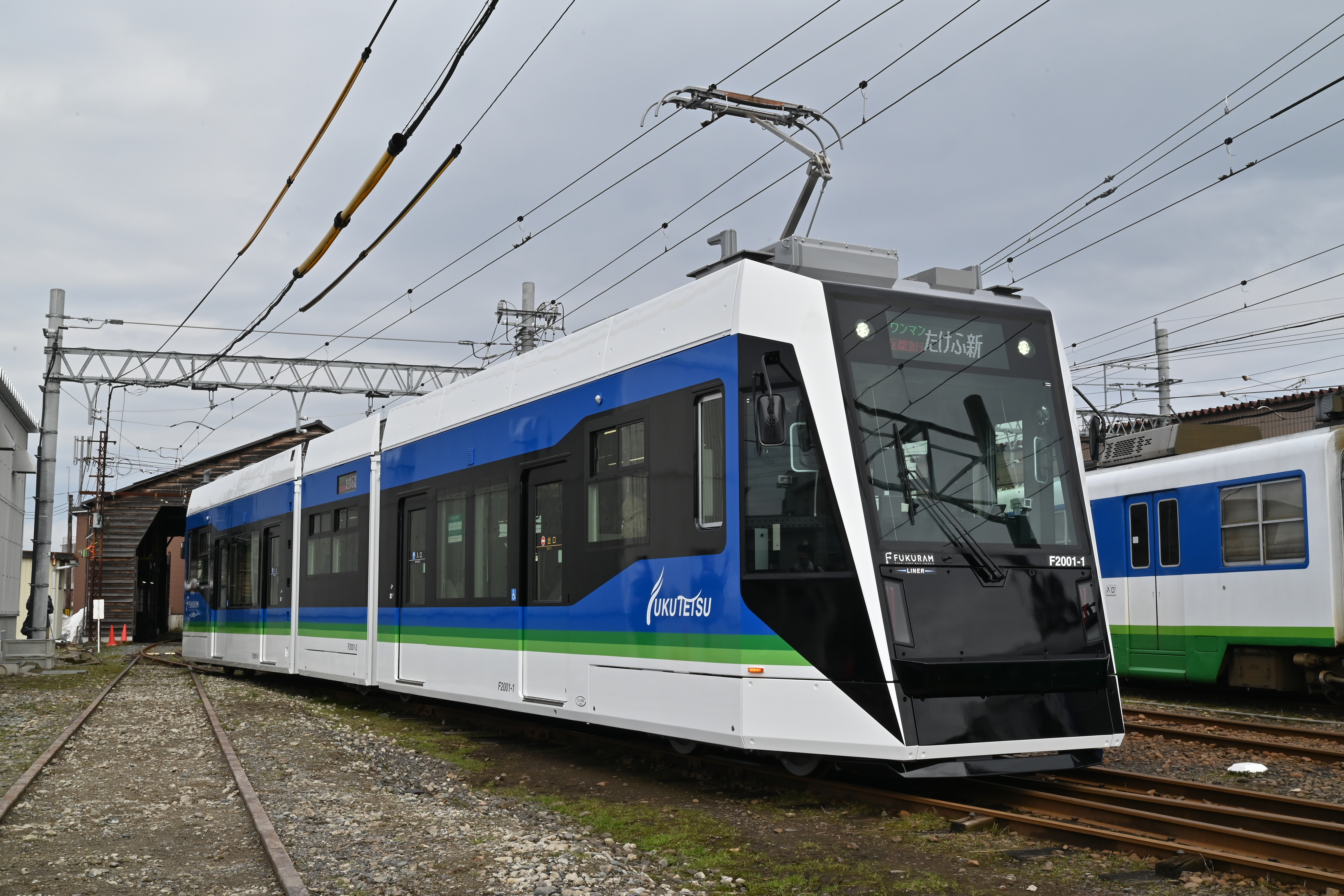
福井鉄道F2000形 FUKURAM Liner
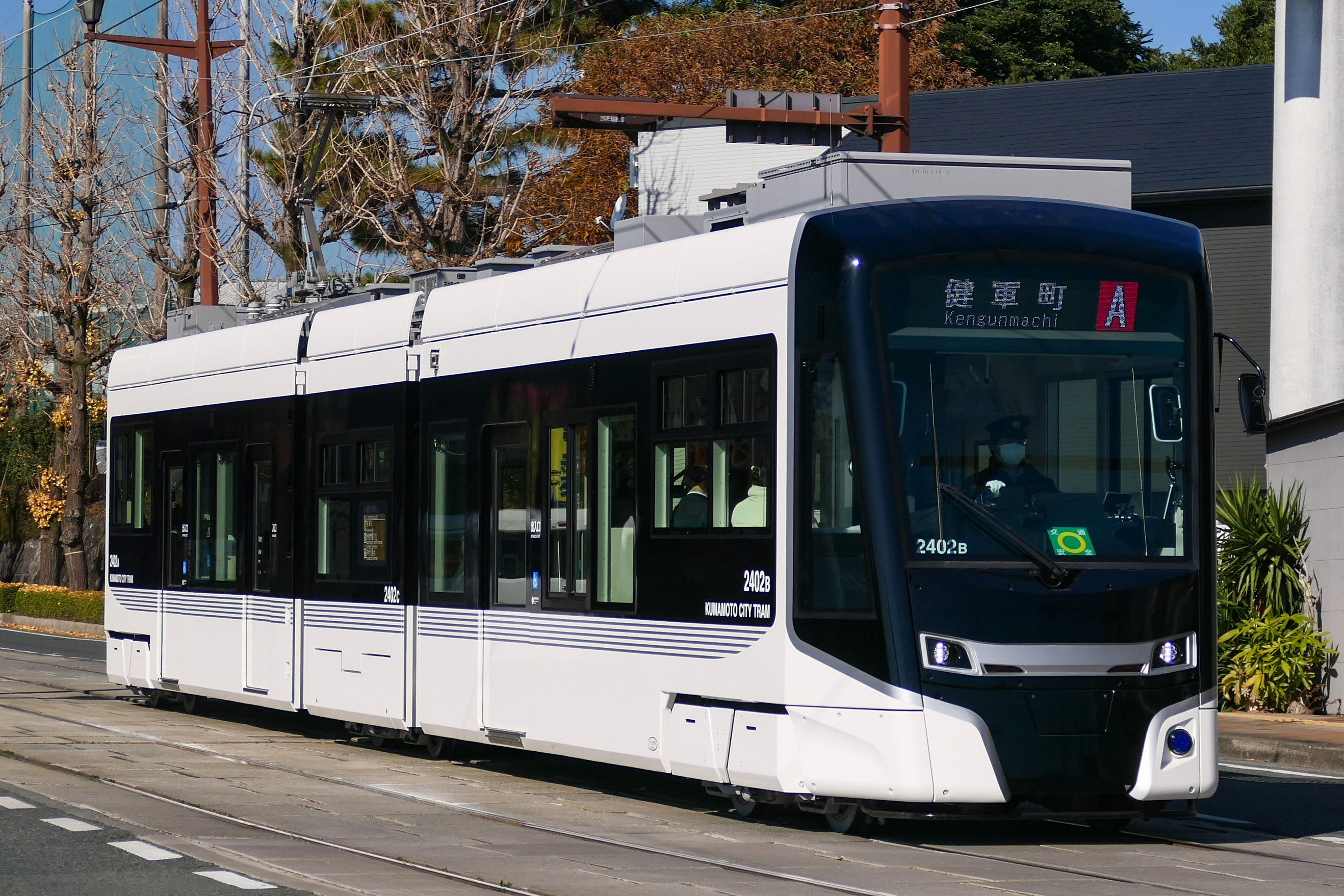
熊本市交通局2400形

### タイプA3
鹿児島市交通局が2002年1月に1000形電車で採用したタイプで、日本初の国産超低床電車。日本で国内向けに作られた路面電車で、初めて70%低床となった車両である。A3のAは"Articulated"（＝関節）を意味する。中間車は台車がなく前後の両端車より支持されるフローティング車体を採用した3車体2台車型連接車で、客室床面高さは330mmである。電動ばねブレーキ（EBI）を装備しており、エアは一切使用しない。カーブでの車体中央部の張り出しを避けるため、台車のある運転席モジュールの間に客室モジュールを挟む方式をとったことから、車内の総床面積に対する客室床面積の比率は少ない。伊予鉄道モハ2100形電車のように運転台後部に座席を設けることも可能であるが、鹿児島市交通局では客室内の段差は危険として設けていない。

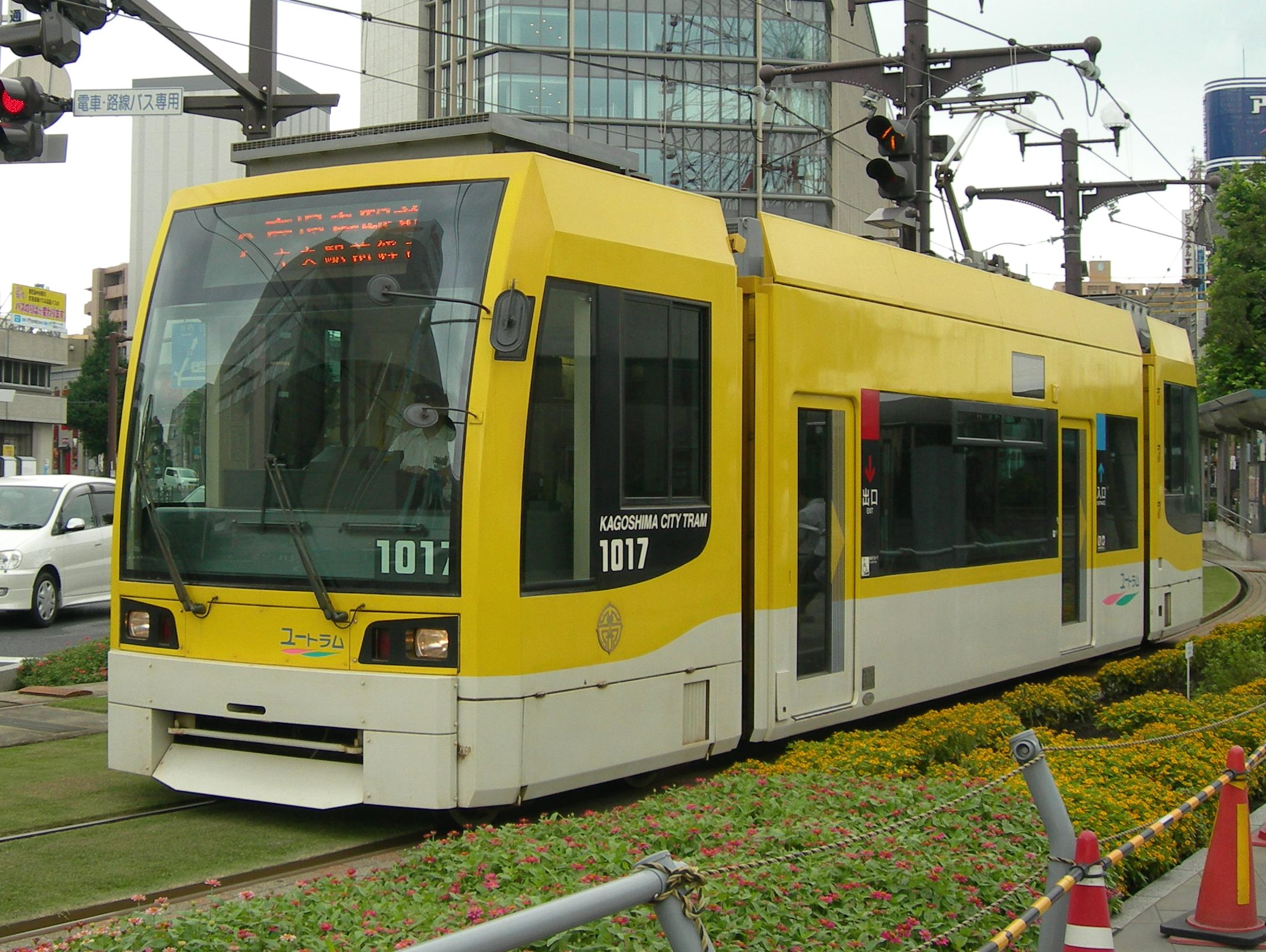
鹿児島市交通局1000形 ユートラム

### タイプA5
2007年4月に営業を開始した鹿児島市交通局7000形で採用されたタイプ。両端の運転台モジュールの間に、客室部分となる台車付の中間車と2つのフローティング車体を組み込んだ5車体3台車型連接車である。車体長は18メートル。定員は78名と先に導入された1000形に比べ、大幅に増加した。

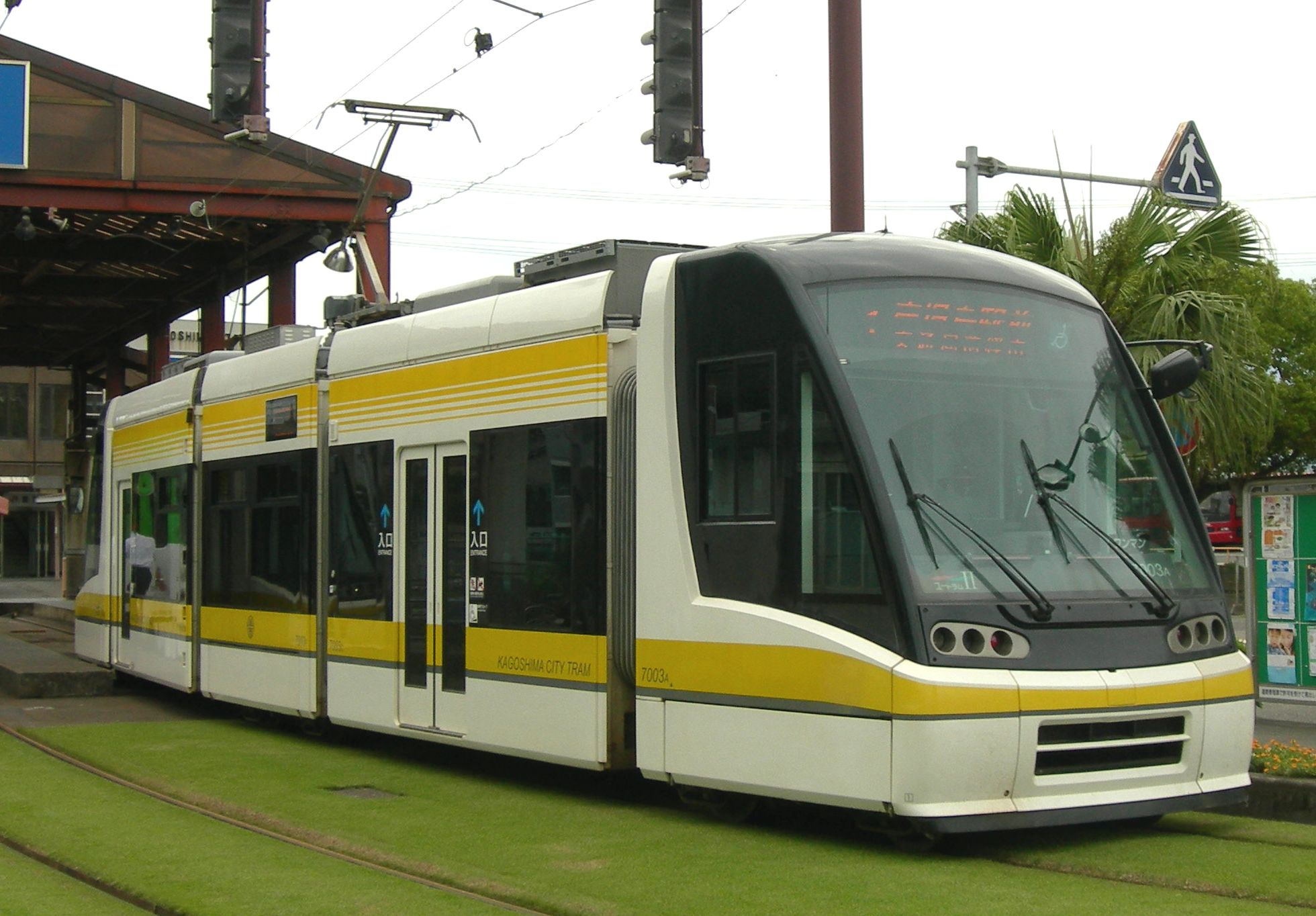
鹿児島市交通局7000形 ユートラムII

### タイプU

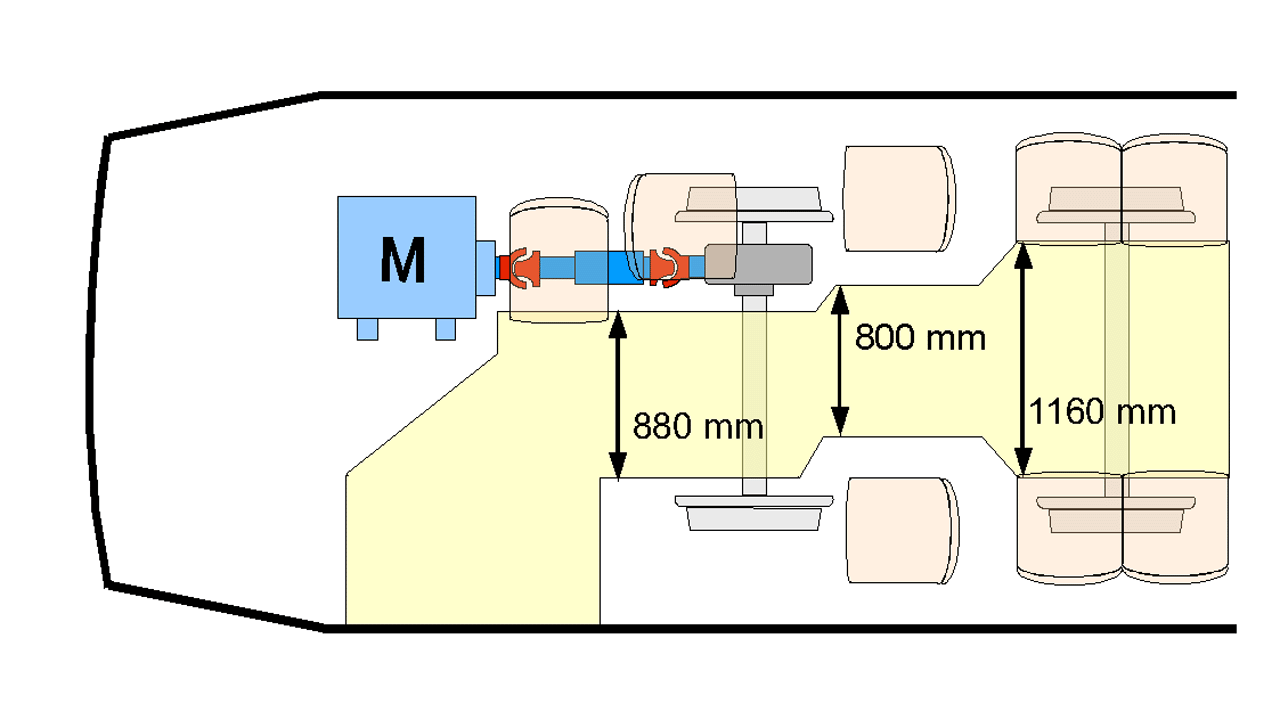
長崎電気軌道3000形構造概要図

タイプA3同様、中間にフローティング車体を採用した3車体2台車型連接車で、電動ばねブレーキを装備している。Uは"Ultimate"（＝究極）を意味し、リトルダンサーシリーズの集大成的な位置づけとされる。他のタイプと同じく在来型の車軸付き車輪の台車を用いるが、台車はコイルばね（枕ばね）を介して車体に接合しているため、台車は車体に対して首振りできず固定されており、カーブを曲がる際には車体間で折れ曲がることで通過する。主電動機を車体（運転台下部）に装架し、自在継手とギアボックス介して車軸を駆動する方式（車体装架カルダン駆動方式）を採用。それまで他のタイプではできなかった、車軸付き動力台車部の低床化を実現した100%低床車である。客室床面高さは低床部で380mm、台車上で480mmである。2004年3月より長崎電気軌道3000形電車として営業運転を開始した。

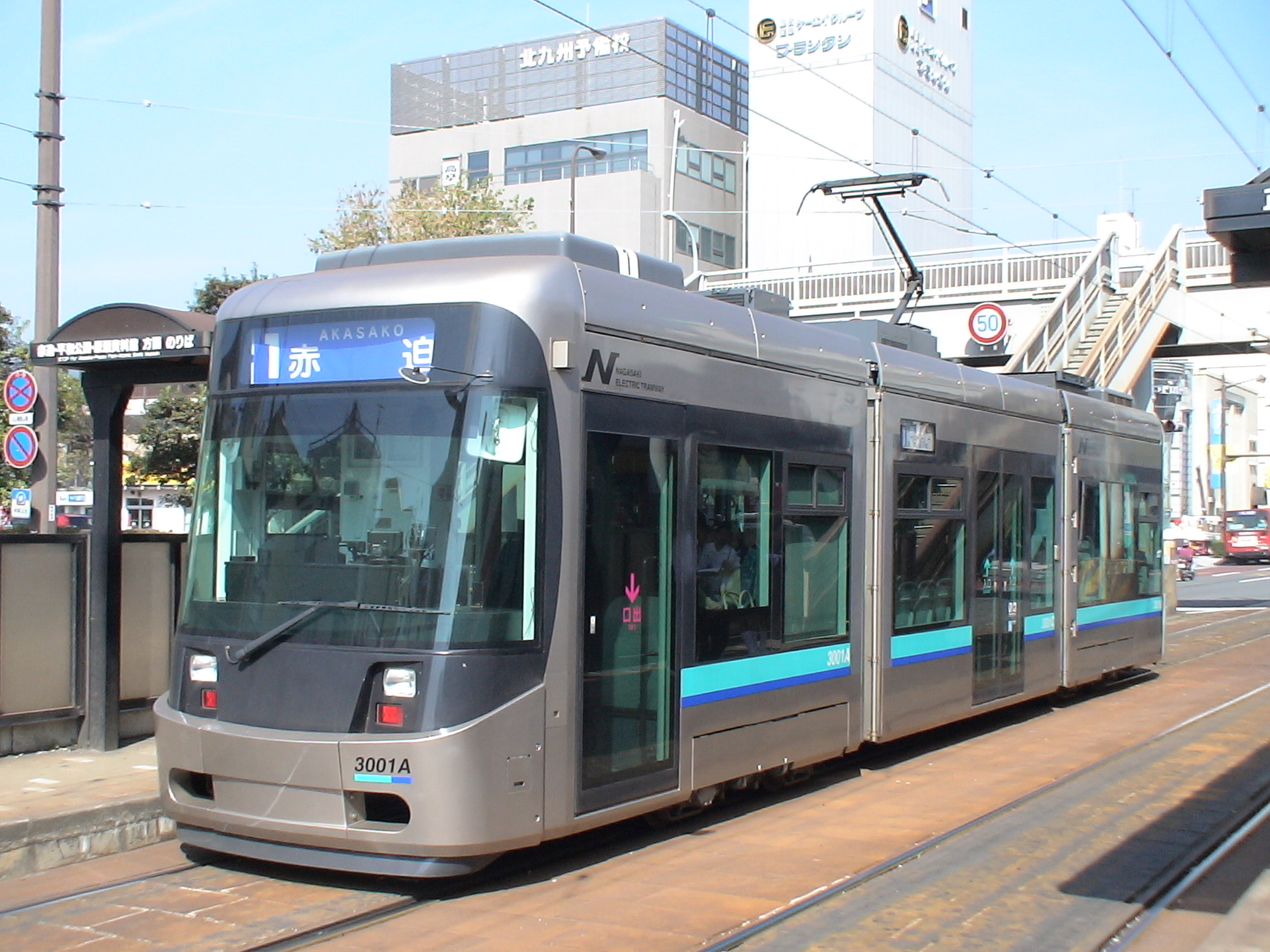
長崎電気軌道3000形

### タイプUa
リトルダンサーシリーズの中で一番多く導入されているタイプである。車体構造は基本的にタイプUとほぼ同様の3車体2台車型連接車であるが、ブレーキ装置は電動バネ式 (EBI) ではなく、空気ブレーキを装備している。このため、中間の車体（C車）の座席下部分に電動空気圧縮機を搭載している。また、軌間が狭軌 (1067mm) の仕様の車両においては、主電動機と車軸をつなぐ自在継手とギアボックスを台車枠の外側に配することにより、台車部の車内通路幅を交通バリアフリー法に対応する 820mm を確保している。その反対側には、左右の重量バランスを保つため、カウンターウエイトが取り付けられている。豊橋鉄道T1000形電車（2008年12月営業運転開始）、富山地方鉄道T100形電車（2010年4月営業運転開始）、長崎電気軌道5000形電車（2011年2月営業運転開始）、札幌市交通局A1200形電車（2013年5月営業運転開始）、阪堺電気軌道1001形電車（2013年8月営業運転開始）および1101形電車（2020年3月営業運転開始）、筑豊電気鉄道5000形電車（2015年3月営業運転開始）、とさでん交通3000形電車（2018年3月営業運転開始）に、このタイプが採用されている。

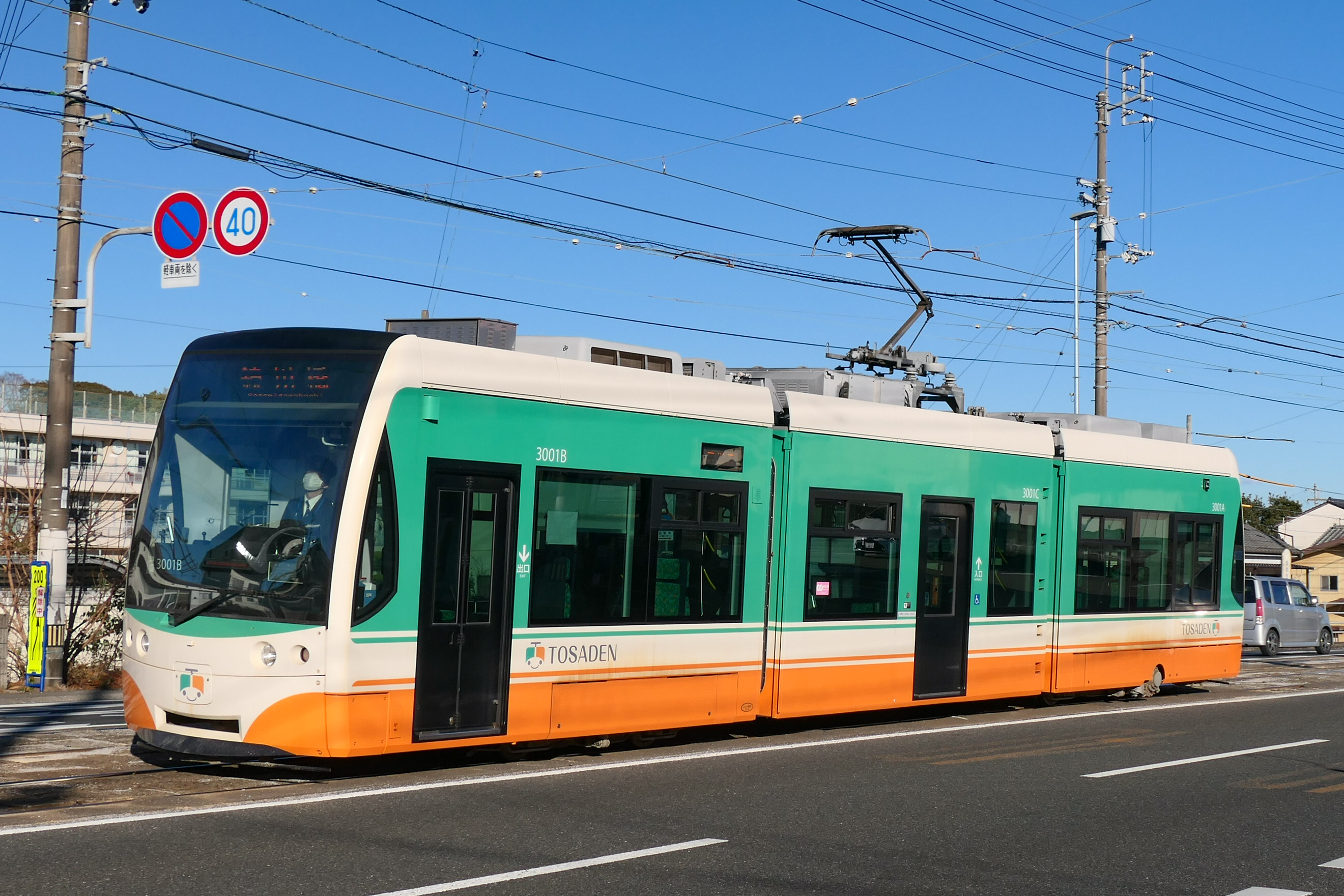
とさでん交通3000形 ハートラムⅡ

### タイプC2
タイプUの車両から中間フローティング車体を取り除いたような車体構造をとる、2車体2台車型連接車である。C2のCは"Combination"を意味する。ブレーキ装置は空気ブレーキを装備している。また、ドアはプラグドアではなく、従来型の引戸と折戸が使用されている。2007年3月より営業運転を開始した函館市交通局9600形電車に、このタイプが採用されている。

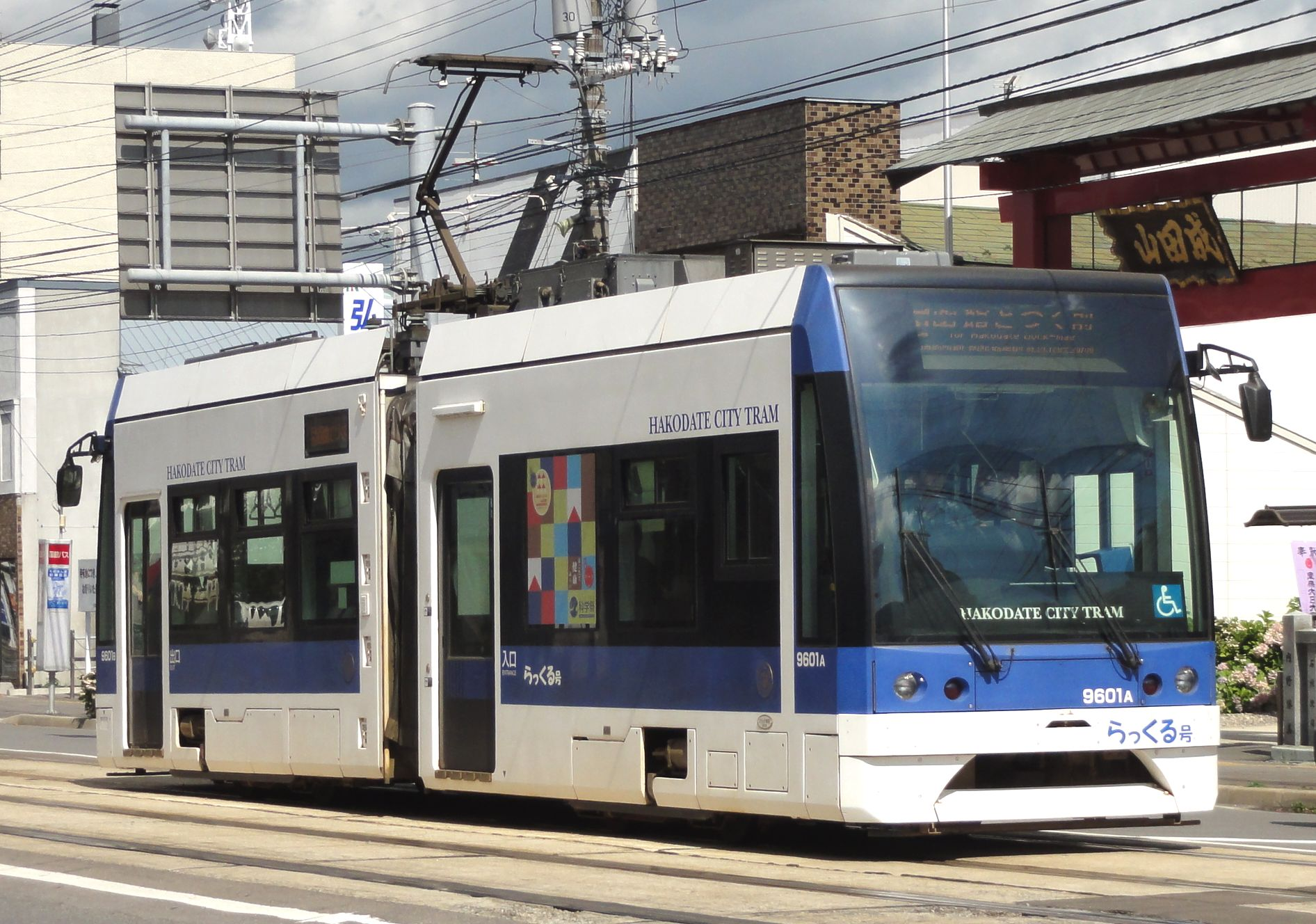
函館市交通局9600形 らっくる号

### タイプX
鹿児島市交通局が導入したリトルダンサーシリーズ（A3・1000形/A5・7000形）は先頭車の前方に動力台車が配置されている運転席部分は高床式、その後方の客室部分は超低床式としていたが、車体を軽量化するとともに、運転台部分をコンパクトにして定員を10人増加、世界最小クラスの三相かご形誘導電動機（直径305mm）と駆動装置（歯車箱の直径およびその吊りリンクの高さを抑える構造）と左右の車輪を結ぶ車軸のある車輪をそれぞれ採用して、従来の鉄道車両と同じ平行カルダン式のWNドライブとした動力台車とし、それを客室部分に配置することにより、国内初の100％超低床と事業者から要望が多かった客室の全席ロングシートも実現した。2車体2台車の連接車両であるが、事業者からの要望に合わせて4車体連接も可能となっている。2017年3月30日と2019年3月1日に鹿児島市電が導入した鹿児島市交通局7500形「ユートラムIII」で採用された。同局では、2002年に運用を開始した1000形、2007年に運用を開始した7000形に次ぐ三例目のリトルダンサーとなる。

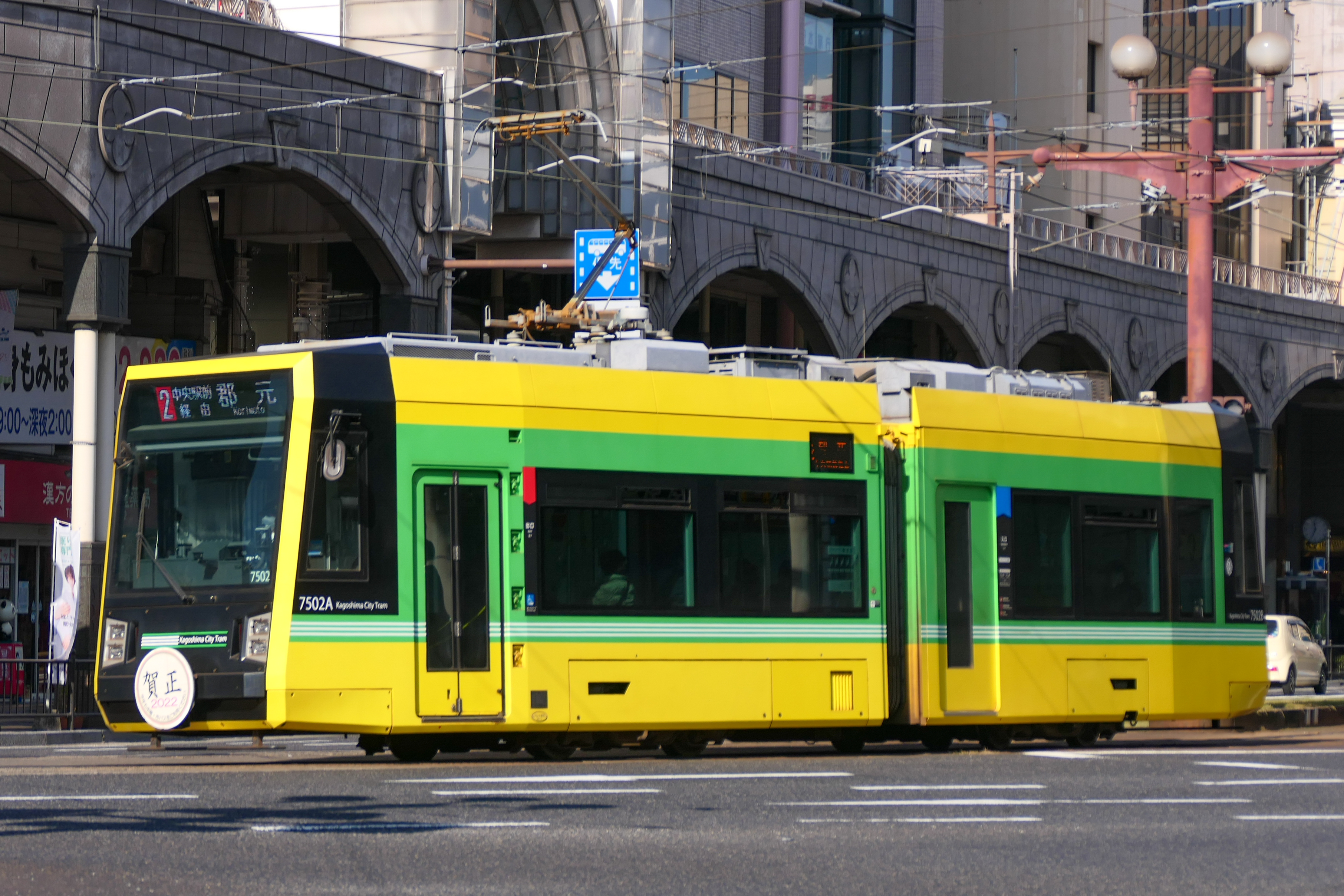
鹿児島市交通局7500形 ユートラムIII

### タイプN
ボギー車両の構造をとる単車体形の車両で、客室部を全低床化したタイプ。2022年3月24日に営業運転を開始した長崎電気軌道6000形電車で、このタイプが採用されている。

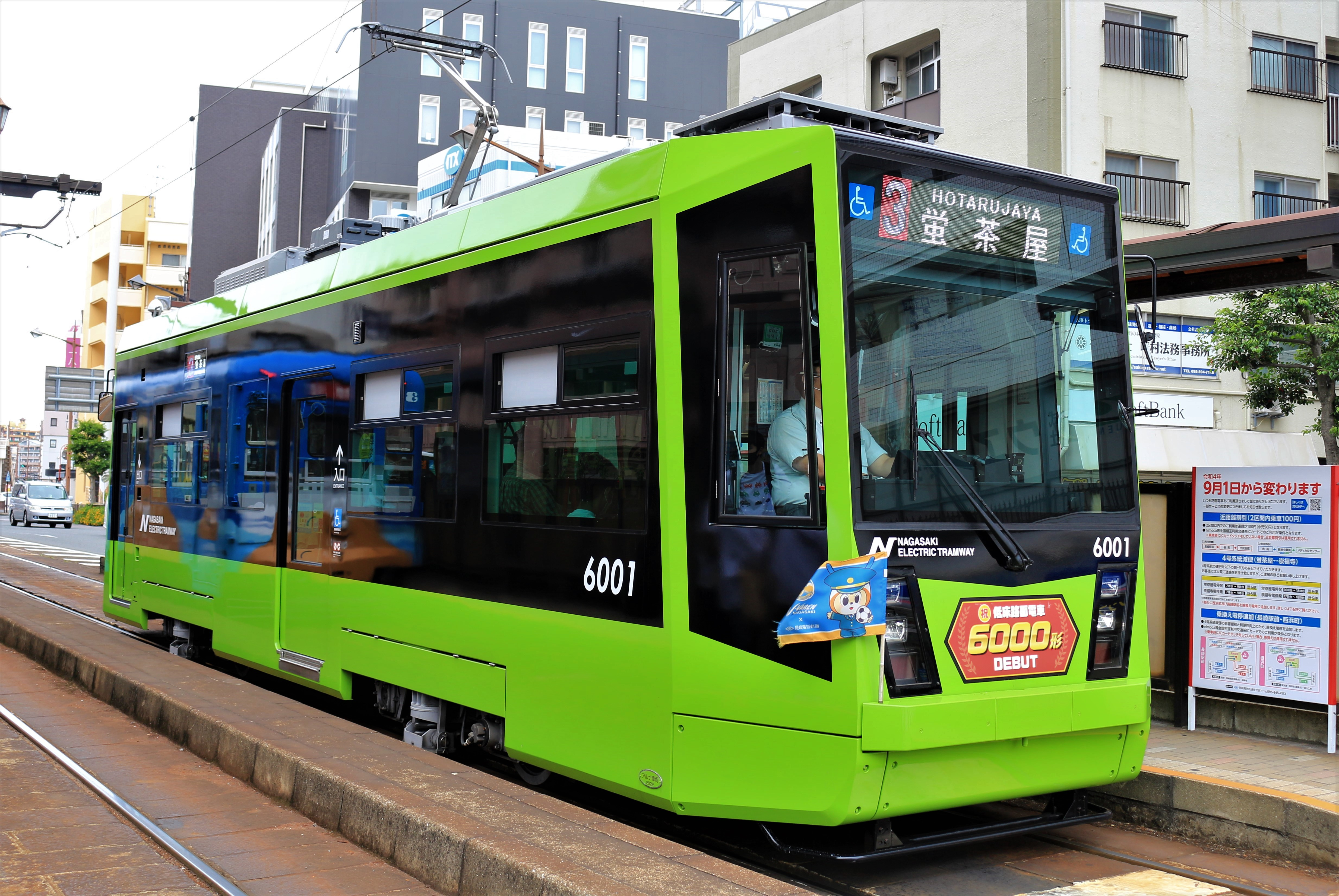
長崎電気軌道6000形